# D. R. Thorpe
David Richard Thorpe (* 12. März 1943 in Huddersfield, West Yorkshire; † 2. Februar 2023) war ein britischer Historiker. Bekannt ist er vor allem für seine Biographien mehrerer britischer Politiker des 20. Jahrhunderts.

## Ausbildung, akademische Karriere
Thorpe wurde am renommierten Fettes College, Edinburgh und am Selwyn College, Cambridge ausgebildet. Danach lehrte er Geschichte in Charterhouse, einer Public School in der südenglischen Grafschaft Surrey. Ferner war er Fellow am Churchill College, Cambridge und am Brasenose College, Oxford. 2013 verlieh ihm die Royal Historical Society eine Fellow-Mitgliedschaft (FRHistS).

## Arbeit als Biograph
Thorpes erstes Buch, The Uncrowned Prime Ministers, erschien 1980 und befasste sich mit den Karrieren von Austen Chamberlain, Lord Curzon und R. A. Butler, die alle lange Zeit als zukünftige Premierminister gehandelt wurden, ultimativ jedoch vorzeitig scheiterten. Bis 1989 verfasste er die offizielle Biographie über den Politiker Selwyn Lloyd, vormals Schatzkanzler und Außenminister. Es folgte ein Triptychon dreier ehemaliger konservativer Premierminister: Die Biographie über Alec Douglas-Home erschien 1996; 2003 folgte die offizielle Biographie Anthony Edens, die Thorpe auf Einladung von Edens Witwe Clarissa geschrieben hatte. 2010 schließlich folgte mit Supermac – The Life of Harold Macmillan die Biographie über Harold Macmillan. Später gab er die Tagebücher des britischen Historikers Kenneth Rose heraus, die in zwei Bänden 2018 und 2019 veröffentlicht wurden.

## Veröffentlichungen
- The Uncrowned Prime Ministers. Darkhorse Pub., London 1980, ISBN 0-907222-01-3.
- Selwyn Lloyd. Jonathan Cape Verlag, London 1989. ISBN 0-224-02828-6.
- Alec Douglas-Home. Sinclair-Stevenson, London 1996, Neuausgabe Politico’s, London 2007, ISBN 978-1-84275-191-6.
- Eden. The Life and Times of Anthony Eden, First Earl of Avon, 1897–1977. Chatto & Windus, London 2003, ISBN 0-7126-6505-6.
- Supermac – The Life of Harold Macmillan. Chatto & Windus, London 2010, ISBN 978-0-7011-7748-5 (2011 mit dem Marsh Biography Award ausgezeichnet).
- Hrsg.: Who's In, Who's Out. The Journals of Kenneth Rose. Band 1: 1944–1979. Weidenfeld & Nicholson, London 2018. ISBN 978-1-4746-0154-2.
- Hrsg.: Who Wins, Who Loses. The Journals of Kenneth Rose. Band 2: 1979–2014. Weidenfeld & Nicholson, London 2019. ISBN 978-1-4746-1058-2.